# Gilles Aillaud
Gilles Aillaud, född 5 juni 1928 i Paris, död 24 mars 2005 i samma stad, var en fransk konstnär, scendekoratör och dramatiker. Han anses som en av de främsta representanterna av de artistiska rörelserna Nouvelle figuration och Figuration narrative.